# Plop en het Vioolavontuur
Plop en het Vioolavontuur is de vijfde bioscoopfilm van Kabouter Plop, geregisseerd door Matthias Temmermans en geproduceerd en uitgebracht door Studio 100. De film kwam eind 2005 in de zalen. Een belangrijke rol in deze film is weggelegd voor Frans Bauer.

## Verhaal
Tijdens een wandeling in het bos horen de kabouters plots prachtige vioolmuziek. De muziek blijkt te komen van Anna, die in haar kamertje aan het repeteren is voor een optreden tijdens het schoolfeest. Klus wil de viool graag van dichterbij zien, maar wanneer Anna hem ziet schrikt ze zo dat ze haar viool laat stukvallen. De kabouters voelen zich schuldig en verschijnen na zonsondergang aan het huis van Anna en haar vader met een missie: het repareren van Anna's viool.

## Rolverdeling
| Acteur             | Personage        |
| ------------------ | ---------------- |
| Walter De Donder   | Kabouter Plop    |
| Aimé Anthoni       | Kabouter Klus    |
| Chris Cauwenberghs | Kabouter Lui     |
| Agnes De Nul       | Kabouter Kwebbel |
| Frans Bauer        | Kabouter Amadeus |
| Ellen Van Gelder   | Anna             |
| Bert Cosemans      | Papa             |